# Richard Burr
Richard Mauze Burr (* 30. listopadu 1955, Charlottesville, VA) je americký politik za Republikánskou stranu. V letech 2005–2023 byl senátorem Spojených států amerických za stát Severní Karolínu. V letech 1995–2005 byl poslancem Sněmovny reprezentantů, v níž zastupoval Severní Karolínu za pátý kongresový okres.
Před svým zvolením do třetího volebního období v senátu v roce 2016 oznámil, že v roce 2022 již kandidovat nebude. Burr je jedním ze sedmi republikánských senátorů, kteří v senátu hlasovali společně s demokraty za odsouzení Donalda Trumpa při jeho druhém impeachmentu. V roce 2022 byl jeho nástupcem zvolen republikán Ted Budd, který jako poslanec sněmovny reprezentantů hlasoval pro neuznání výsledků prezidentských voleb v roce 2020.